# Michel Massian
Michel Massian, né en 1932, est un professeur de lettres, romancier, essayiste et auteur dramatique français.

## Biographie
Ses origines sont saintongeaises et gasconnes. Il commence à publier des fictions peu après la Seconde Guerre mondiale ainsi que des pièces radiophoniques. Il consacre plusieurs essais à la gastronomie, au vignoble et à l'art de vivre mais aussi aux arts militaires et aux voyages.